# 平滩镇 (重庆市)
平滩镇，是中华人民共和国重庆市铜梁区下辖的一个乡镇级行政单位。

## 行政区划
平滩镇下辖以下地区：
龙潭社区、惠风村、万桥村、洋海村、华光村、新华村、插腊村、青杠村、珠玉村、高平村、四方村、太安村、红河村、立灯村、金竹村、洪太村、玉龙村和团宝村。